# Budynek urzędu obszaru dworskiego Giszowiec
Budynek urzędu obszaru dworskiego Giszowiec – gmach urzędu obszaru dworskiego Giszowiec w Katowicach, na terenie dzielnicy Giszowiec, przy placu Pod Lipami, powstały wraz z budową osiedla patronackiego Giszowiec. Kształt budynku został wymyślony przez Antona Uthemanna, a zaprojektowany przez Georga i Emila Zillmannów. Do 1924 roku w budynku mieścił się urząd obszaru dworskiego Giszowiec, a po II wojnie światowej komisariat milicji i ORMO. W latach 70. XX wieku budynek został wyburzony.

## Historia

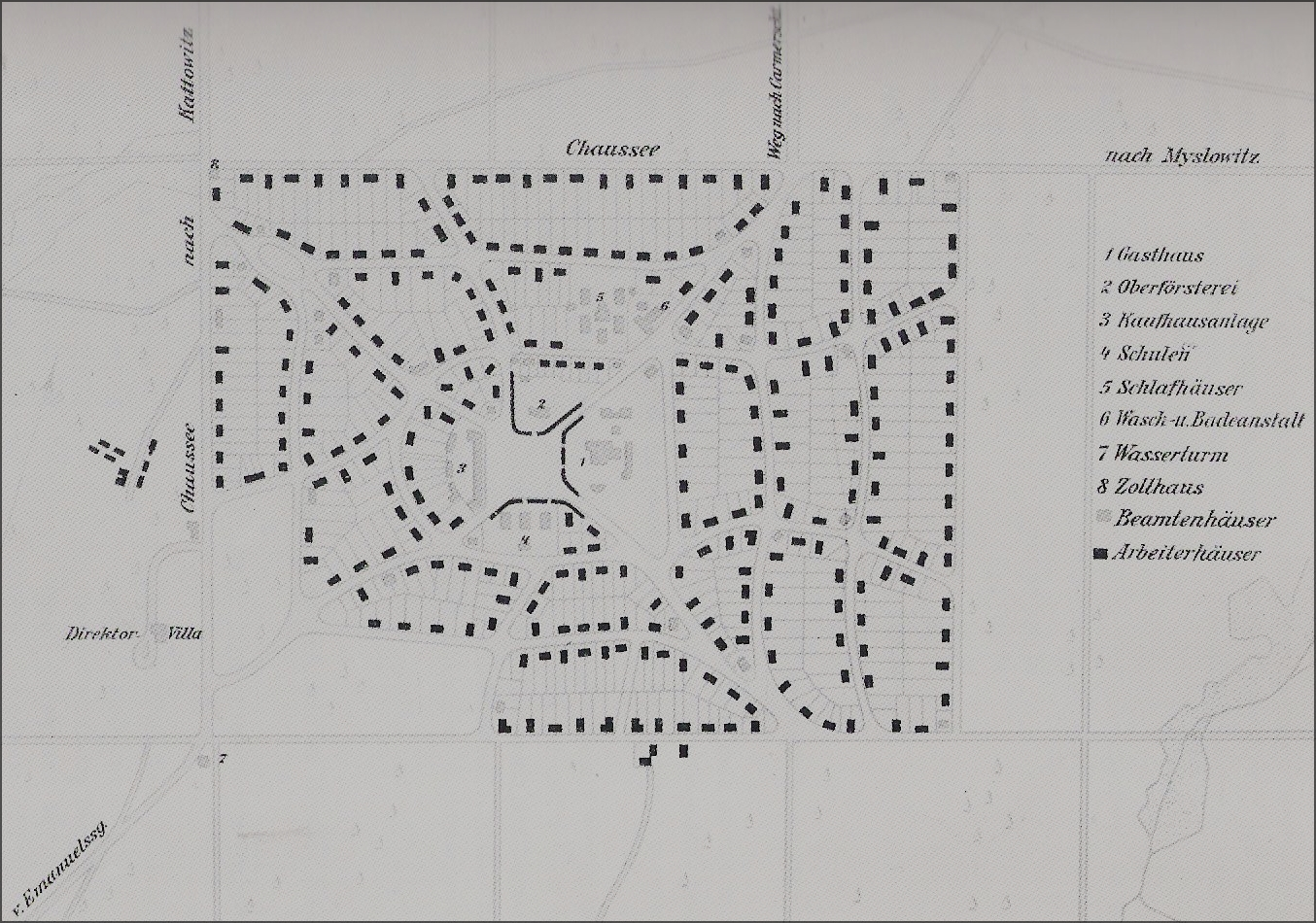
Pierwotny projekt osiedla robotniczego Giszowiec z 1910 roku, w niektórych miejscach różniący się od powstałego później osiedla; budynek urzędu obszaru dworskiego znajdował się pomiędzy domem nadleśniczego (nr 2) a konsumem (nr 3)

Budynek powstał w ramach budowy osiedla patronackiego Giszowiec, z inicjatywy ówczesnego dyrektora generalnego spółki Georg von Giesches Erben – Antona Uthemanna. Został on zaprojektowany przez Georga i Emila Zillmannów z Charlottenburga koło Berlina. Powstał on w porównaniu z resztą osiedla późno, gdyż pomiędzy 1910 a 1912 rokiem. W budynku na parterze obsługiwali urzędnicy różnych wydziałów administracji obszaru dworskiego. Zlokalizowano tu też urząd stanu cywilnego Na piętrze mieściły się mieszkania, z których z jednego często korzystał Anton Uthemann.
Po przyłączeniu części Górnego Śląska do Polski (w tym Giszowca), w czerwcu 1922 roku władze spółki Giesche zgodziły się tymczasowo wynająć mieszkania w budynku komisarzowi Policji Województwa Śląskiego. Budynek do 1924 roku dalej stanowił siedzibę urzędu obszaru dworskiego. W 1924 roku obszary dworskie na terenie Górnego Śląska w Polsce zostały zlikwidowane, a Giszowiec włączono wówczas do gminy Janów. Budynek zaś pozostał własnością spółki Giesche.
W związku z polonizacją życia publicznego, mieszkańcy w rezolucji Towarzystwa Czytelni Ludowych z 6 marca 1923 roku domagali się usunięcia pomnika Ottona von Bismarcka z elewacji gmachu. W późniejszym czasie nieznany sprawca odrąbał pomnikowi głowę i w 1933 roku na pomniku osadzono nową – Jana III Sobieskiego, celem uczczenia 250. rocznicy bitwy pod Wiedniem.
Po zajęciu przez III Rzeszę Giszowca, w październiku 1939 roku zorganizowano filię posterunku niemieckiej policji (Schutzpolizei), natomiast przy wkroczeniu w styczniu 1945 roku na teren osiedla Armii Czerwonej przystąpiono do formowania nowej władzy. 27 stycznia tego roku mieszkańcy w opuszczonym budynku policji utworzyli tymczasowy komitet porządkowy. Po 1945 roku ulokowano w budynku posterunek milicji oraz ORMO.
W latach 60. XX wieku, w związku z powstaniem w Giszowcu kopalni Staszic, zadecydowano o wyburzeniu unikatowego osiedla i postawieniu w jego miejscu nowego kompleksu złożonego z wielokondygnacyjnych bloków mieszkalnych. Na przełomie lat 60. i 70. XX wieku rozpoczęto wyburzanie osiedla Giszowiec. Likwidacja groziła całemu osiedlu, dlatego też rozpoczęto działania celem uratowania jak największej jego części. Ostatecznie przetrwała jedynie jedna trzecia część zabytkowej zabudowy. Budynek urzędu został wyburzony w latach 70. XX wieku.

## Architektura

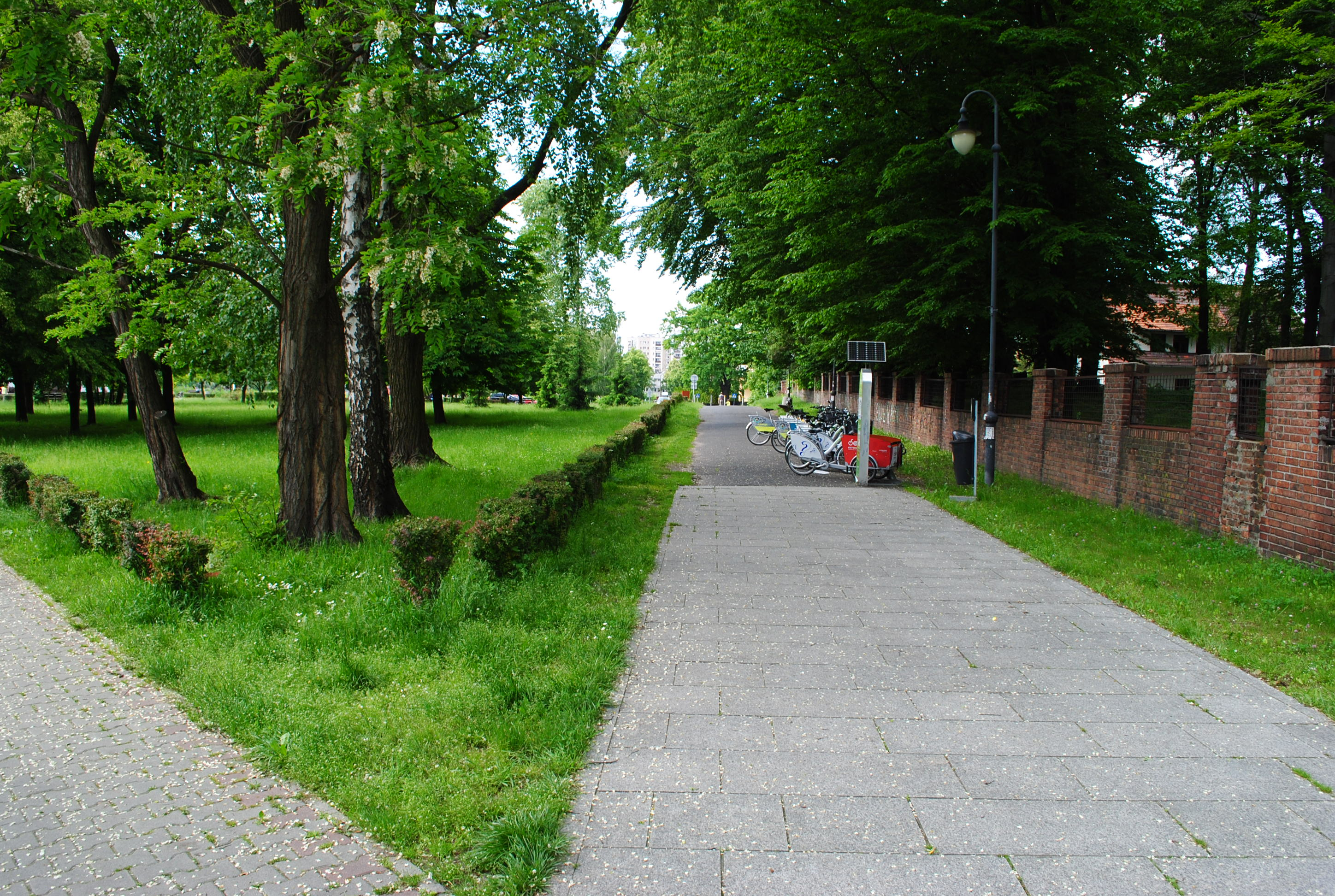
Ciąg pieszy pomiędzy placem Pod Lipami a ulicą Batalionów Chłopskich; w tym rejonie stał budynek urzędu obszaru dworskiego Giszowiec

Kształt architektoniczny gmachu urzędu dworskiego Giszowiec, jak i znajdujący się na nim pomnik został wymyślony przez Antona Uthemanna, a został on zaprojektowany przez Georga i Emila Zillmannów. Budynek urzędu dworskiego zlokalizowany był przy obecnym placu Pod Lipami, pomiędzy budynkiem konsumu a leśniczówką. Powstał na planie sześciokątu i był jednym z dwóch nieotynkowanych obiektów na terenie powstałego wówczas osiedla Giszowiec. Drugim była wieża wodna. Ściany te z biegiem czasu pokryły się roślinnością.
Gmach posiadał trzy kondygnacje, podpiwniczenie oraz poddasze. Dach budynku był wielospadowy, z lukarnami. Wejście do urzędu było ujęte w pilastry, a nad nim górował kartusz z herbem rodziny Giesche. Okna z drewnianymi okiennicami posiadały kształt prostokąta. W północnej ścianie, na parterze i piętrze były one półokrągłe.
W narożniku budynku umieszczono pomnik Ottona von Bismarcka, wystylizowanego na średniowiecznego rycerza Rolanda. Figura ta, w późniejszym czasie przerobiona na Jana III Sobieskiego, około 1938 roku została rozebrana.